# Abra del Infiernillo
Abra del Infiernillo är ett bergspass i Argentina.   Det ligger i provinsen Tucumán, i den norra delen av landet, 1 100 kilometer nordväst om huvudstaden Buenos Aires. Abra del Infiernillo ligger 3 020 meter över havet.
Terrängen runt Abra del Infiernillo är kuperad åt sydväst, men åt nordost är den bergig. Runt Abra del Infiernillo är det mycket glesbefolkat, med 6 invånare per kvadratkilometer.. Närmaste större samhälle är Tafí del Valle, 14,8 kilometer sydost om Abra del Infiernillo. 
Trakten runt Abra del Infiernillo består i huvudsak av gräsmarker.